# Lopapeysa

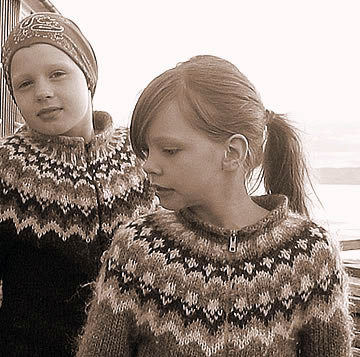
Niñas con lopapeysas.

La lopapeysa es un estilo tradicional de jersey islandés, caracterizado por su diseño con un círculo decorativo ancho que rodea la abertura del cuello. 

## Características
El suéter se teje en un círculo no variado lo que significa que no hay diferencia entre el frente y la parte posterior de la prenda a menos que se añada una cremallera. El tejido usado, el lopi, se hace de lana de ovejas islandesas y contiene tanto los pelos como el vellón. 
Es notable que el lopi no está hilado, así que contiene más aire que el tejido hilado y por consiguiente ofrece mejores propiedades de aislamiento térmico. Esto también hace al lopi más difícil de dirigir que el tejido hilado particularmente para los que trabajan el material por primera vez. 
Los colores de la prenda pueden ser artificiales pero las confeccionadas con lana sin teñir de diversos colores son muy populares.